# Fay Bainter
Fay Bainter, nata Fay Okell Bainter, (Los Angeles, 7 dicembre 1893 – Los Angeles, 16 aprile 1968), è stata un'attrice statunitense.

## Biografia
Dopo l'esordio su un palcoscenico a soli sei anni, all'età di 19 anni era membro della celebre compagnia teatrale di David Belasco. Continuò a recitare dal 1912 per molti anni sui palcoscenici di Broadway, dove aveva debuttato in The Rose of Panama, interpretando sempre ruoli di personaggi ingenui e romantici. Durante la prima guerra mondiale partecipò a spettacoli di intrattenimento per le truppe americane impegnate sul fronte europeo.
La Bainter fece il suo esordio nel cinema quando aveva già 41 anni, nel 1934, con il film The Sid of Heaven, prodotto dalla MGM e nel quale ebbe come partner Lionel Barrymore. Dopo un intervallo di tre anni, tornò sugli schermi e fu tra i protagonisti della commedia Dolce inganno (1937), un film della RKO.
Divenuta una presenza costante del cinema statunitense, si specializzò in ruoli di caratterista di talento. Nel 1939 vinse l'Oscar alla miglior attrice non protagonista per la sua interpretazione di zia Belle in Figlia del vento (1938) di William Wyler, produzione di notevole impegno economico e artistico con il quale la Warner intendeva contrastare il successo di Via col vento (1939). Nello stesso anno, fu candidata anche come miglior attrice protagonista per il film Bandiere bianche (1938), ma il premio andò a Bette Davis, sua partner proprio in Figlia del vento.
Nel 1962, l'attrice si guadagnò un'altra candidatura all'Oscar come miglior attrice non protagonista per quella che fu la sua ultima apparizione sugli schermi, nel film Quelle due (1961), ancora sotto la direzione di William Wyler, concludendo una brillante carriera di caratterista, dedicata prevalentemente a ruoli di amica comprensiva, di madre o zia.
Sposata dal 1921 con Reginald Venable, ufficiale della United States Navy, è sepolta accanto al marito (morto nel 1964) nel cimitero nazionale di Arlington.

## Premi e riconoscimenti
Per il suo contributo all'industria cinematografica, a Fay Bainter  venne assegnata una stella sulla Hollywood Walk of Fame al 7021 di Hollywood Blvd.
Premi Oscar 1938
- Candidatura all'Oscar alla miglior attrice per Bandiere bianche
- Oscar alla miglior attrice non protagonista per Figlia del vento
- Candidatura all'Oscar alla miglior attrice non protagonista per Quelle due

## Filmografia parziale

### Cinema
- This Side of Heaven, regia di William K. Howard (1934)
- Dolce inganno (Quality Street), regia di George Stevens (1937)
- Michele Strogoff (The Soldier and the Lady), regia di George Nichols Jr. (1937)
- Cupo tramonto (Make Way for Tomorrow), regia di Leo McCarey (1937)
- Bandiere bianche (White Banners), regia di Edmund Goulding (1938)
- Figlia del vento (Jezebel), regia di William Wyler (1938)
- Ossessione del passato (The Shining Hour), regia di Frank Borzage (1938)
- Mother Carey's Chickens, regia di Rowland V. Lee (1938)
- Che succede a San Francisco? (The Lady and the Mob), regia di Benjamin Stoloff (1939)
- Profughi dell'amore (Daughters Courageous), regia di Michael Curtiz (1939)
- Tom Edison giovane (Young Tom Edison), regia di Norman Taurog (1940)
- La nostra città (Our Town), regia di Sam Wood (1940)
- I ragazzi di Broadway (Babes on Broadway), regia di Busby Berkeley (1941)
- La donna del giorno (Woman of the Year), regia di George Stevens (1942)
- La commedia umana (The Human Comedy), regia di Clarence Brown (1943)
- Il difensore di Manila (Salute to the Marines), regia di S. Sylvan Simon (1943)
- Angeli all'inferno (Cry 'Havoc'), regia di Richard Thorpe (1943)
- Crepi l'astrologo (The Heavenly Body), regia di Alexander Hall (1944)
- Acque scure (Dark Waters), regia di André De Toth (1944)
- Festa d'amore (State Fair), regia di Walter Lang (1945)
- Preferisco la vacca (The Kid of Brooklyn), regia di Norman Z. McLeod (1946)
- Il virginiano (The Virginian), regia di Stuart Gilmore (1946)
- Disperato amore (Deep Valley), regia di Jean Negulesco (1947)
- Sogni proibiti (The Secret Life of Walter Mitty), regia di Norman Z. McLeod (1947)
- Vorrei sposare (June Bride), regia di Bretaigne Windust (1948)
- Figlio di ignoti (Close to My Heart), regia di William Keighley (1951)
- Schiava e signora (The President's Lady), regia di Henry Levin (1953)
- Quelle due (The Children's Hour), regia di William Wyler (1961)

### Televisione
- Damon Runyon Theater – serie TV, episodio 1x12 (1955)
- Avventure in paradiso (Adventures in Paradise) – serie TV, episodio 1x20 (1960)

## Spettacoli teatrali
- For Services Rendered, di W. Somerset Maugham (Broadway, 12 aprile 1933)
- Uncle Tom's Cabin, di G. L. Aiken (Broadway, 29 maggio 1933)

## Doppiatrici italiane
- Giovanna Scotto in Ossessione del passato, Sogni proibiti, Figlio di ignoti
- Maria Letizia Celli in Cupo tramonto
- Lia Orlandini in Figlia del vento
- Franca Dominici in Schiava e signora
- Lydia Simoneschi in Quelle due
- Paila Pavese nel ridoppiaggio di Dolce inganno
- Noemi Gifuni nel ridoppiaggio di Figlia del vento
- Solvejg D'Assunta nel secondo ridoppiaggio di Il virginiano